# Tralleiszi Alexandrosz
Tralleiszi Alexandrosz (Ἀλέξανδρος, 6. század) görög orvos.
A lüdiai Tralleiszből (ma Aydın) származott, és Rómában tevékenykedett gyakorló orvosként. Therapeutikon című, 12 részből álló munkája a kor legkiválóbb orvosi munkái közé tartozik.